# Aulis
Aulis (Oudgrieks: Αυλίδα, Avlida) was een antieke havenstad in Boeotië op ongeveer twintig kilometer ten oosten van Thebe (Griekenland).
Aulis ontwikkelde nooit tot een zelfstandige polis, maar bleef tot 387 v.Chr. bij Thebe horen en daarna bij Tanagra. Sinds 2011 is het een deelgemeente (dimotiki enotita) van de fusiegemeente (dimos) Chalkida, in de Griekse bestuurlijke regio (periferia) Centraal-Griekenland.
In de Oudheid was Aulis een befaamd cultuurcentrum voor de cultus van Artemis. In de 5e eeuw v.Chr. werd er een tempel voor deze godin gebouwd, die tot de 4e eeuw v.Chr. in gebruik bleef. De ruïnes van de tempel naast die van een vesting uit die eeuw zijn de belangrijkste overblijfselen van bouwwerken in Aulis.
Volgens de sagen kwam hier de Griekse vloot tezamen om tegen de stadstaat Troje op te trekken. Maar toen Agamemnon zich in de jachtkunst met Artemis wilde meten, werd zij vertoornd en zorgde dat er geen wind zou zijn om uit te varen tot Agamemnon haar zijn eigen dochter Iphigeneia als mensenoffer bracht. Aischylos beschreef dit drama in het begin van zijn stuk Agamemnon. Later plaatste Euripides het offer centraal in zijn tragedie Iphigeneia in Aulis, maar bij hem wordt Iphigeneia op het laatste moment vervangen door een hinde. 